# Setaria arizonica
Setaria arizonica är en gräsart som beskrevs av Rominger. Setaria arizonica ingår i släktet kolvhirser, och familjen gräs. Inga underarter finns listade i Catalogue of Life.